# 豪尔赫·阿罗约
豪尔赫·达维德·阿罗约·巴尔德斯（西班牙語：Jorge David Arroyo Váldez，1991年9月23日—），厄瓜多尔男子举重运动员，2011年泛美运动会男子105公斤级金牌得主、2015年泛美运动会男子105公斤级铜牌得主、2019年泛美运动会男子109公斤级铜牌得主。